# Rafael dos Santos Silva
Rafael dos Santos Silva (født 27. august 1982) er en tidligere brasiliansk fodboldspiller.